# Evángelos Gerakákis
Evángelos Gerakákis (grec moderne : Ευάγγελος Γερακάκης ; né en 1871 à Chalcis et décédé en 1913 à Athènes) est un athlète grec. Il a participé aux Jeux olympiques d'été de 1896 à Athènes.
Il obtient sa qualification dans l'équipe grecque de marathon en terminant sixième du premier marathon de préparation disputé le 10 mars 1896, quelques jours avant les Jeux.
Il est l'un des 17 athlètes à prendre le départ du marathon. Initialement classé huitième, il est finalement reclassé septième après la disqualification de Spyrídon Belókas. Son temps n'est pas connu.
Après sa carrière sportive, il fonde avec succès une pâtisserie à Athènes, près de la Bibliothèque nationale de Grèce.

## Palmarès

### Jeux olympiques d'été
- Jeux olympiques d'été de 1896 à Athènes
  - Septième du marathon.